# イギン
イギン株式会社（英文名称TOKYO IGIN.）は、東京都港区港南に本社、岐阜県岐阜市に登記上の本店を置く服飾メーカー。自社ブランドの「東京いぎん」のほか、クロエ、ニナ・リッチやバルマンなど日本国外のファッションブランドと提携して婦人服・婦人小物の商品展開を行っている。

嘗ては「東京IGIN」の名称と「付いています。イギンのマーク」の80年代CMソングでテレビCMを放送しており、2頭の白馬を伴う馬車に乗った、騎士が兜を脱ぐと実は騎士は金髪の美女だというCMが話題となった。また、創業地である岐阜県の民放テレビ局岐阜放送（ぎふチャン）ローカルで、本編とCM部分とが連続したアニメとなっておりモーゼの十戒のように海が割れる映像の「東京いぎんの天気予報」を長年放送していた。

また、1966年に全国展開を図る際、「イギンの婦人礼服（のちのレディース・フォーマルウェアーの原点）」の専属モデルとして、女優の京塚昌子を、1981年には歌手の八代亜紀を同様にモデルに起用させたことがある。

## 沿革
- 1947年4月 - 婦人既製服製造販売業「井上商店」を、岐阜市にて創業
- 1956年11月 - 株式会社に改組、井銀株式会社[注釈 1]設立
- 1966年 - 「イギンの婦人礼服（レディース・フォーマル）」を本格的に全国展開するのをきっかけに、これまでの婦人既製服製造販売からレディース・フォーマルウェア専門店に業態を切り替える。
- 1968年5月 - イギン株式会社に商号変更[注釈 1]
- 1971年12月 - 岐阜市加納神明町2丁目8番地に地上5階建ての本社屋ビル（現在の岐阜営業所・アクセサリーセンター所在地）が竣工する
- 1974年1月 - 東京都港区六本木に東京支店を開設。
- 1997年11月 - 東京都港区港南に東京本社ビルを建設。

## 主なブランド
- 東京いぎん - 自社による、ワンピースやドレスなど婦人フォーマルブランド
- ニナリッチ - パリのニナ・リッチ社との提携による婦人オートクチュールブランド
- ジブリーヌ - ベルベット商品のブランド
- バルマン - パリのバルマン社 (Balmain (fashion house)) との提携による婦人服ブランド

## 事業所
東京本社
東京都港区港南一丁目8番23号 Shinagawa HEART 4階
岐阜営業所（登記上本店）・アクセサリーセンター
岐阜県岐阜市加納神明町2番8号
大阪営業所
大阪府大阪市中央区大手前一丁目7番31号 大阪マーチャンダイズ・マートビル18階
物流センター
岐阜県岐阜市福住町二丁目4番3号